# Sassari-Cagliari 1962
La Sassari-Cagliari 1962, dodicesima edizione della corsa, si svolse il 2 marzo 1962 su un percorso di 225 km. La vittoria fu appannaggio dell'italiano Guido Carlesi, che completò il percorso in 5h36'56", precedendo i connazionali Livio Trapè e Franco Magnani.
Sul traguardo di Cagliari 45 ciclisti portarono a termine la competizione. 

## Ordine d'arrivo (Top 10)
| Pos. | Corridore       | Squadra | Tempo    |
| ---- | --------------- | ------- | -------- |
| 1    | Guido Carlesi   | Philco  | 5h36'56" |
| 2    | Livio Trapè     | Ghigi   | s.t.     |
| 3    | Franco Magnani  | Ghigi   | s.t.     |
| 4    | Ercole Baldini  | Ignis   | s.t.     |
| 5    | Walter Martin   | Carpano | a 45"    |
| 6    | Nino Defilippis | Carpano | a 51"    |
| 7    | Emile Daems     | Philco  | s.t.     |
| 8    | Gastone Nencini | Ignis   | s.t.     |
| 9    | Aldo Pifferi    | Atala   | s.t.     |
| 10   | Noè Conti       | Philco  | s.t.     |